# Aurora (planetă)
Aurora este o planetă fictivă din Seria Roboților a lui Isaac Asimov. A fost prima lume colonizată de Spațieni, inițial numită Noul Pământ; planeta era localizată la 3,7 parseci (12 ani lumină) de Pământ.

## Origini și evoluție
În universul ficțional al lui Asimov, planeta care orbitează cel mai aproape de Tau Ceti este prima colonie extrasolară a omenirii, fondată în 2065. Numită inițial „Noul Pământ”, în mileniul ulterior planeta va fi redenumită „Aurora”, care înseamnă „răsărit”, pentru a sugera o nouă eră în cultura Spațiană. Planeta era considerată cea mai puternică dintre lumile Spațiene, fiind liderul lor de facto.
Aurora, la maximul dezvoltării sale, avea o populație de 200 de milioane de locuitori și 10 miliarde de roboți. Șeful guvernului său planetar era numit „Președinte”. Cel mai mare oraș era Eos, centrul administrativ și robotic al Aurorei, unde trăiau Han Fastolfe și Gladia Solaria. Universitatea din Eos și Institutul de Robotică erau amândouă localizate pe Eos. Planeta, la maximul ei, este descrisă în Roboții de pe Aurora. Era faimoasă printre lumile Spațiene pentru sucul său natural de struguri.

## Istoria ulterioară
În Preludiul Fundației aflăm că cel puțin o parte din locuitori au emigrat pe Trantor, colonizând sectorul Mycogen. Descendenții Auroranilor, numiți Mycogenieni, nu au uitat niciodată Aurora, dar aparent au evoluat până la un punct în care erau imposibil de diferențiat de Coloniști. Scriptura Mycogenienilor menționa Aurora, roboții și alte subiecte; Hari Seldon ia cunoștință despre acest document în timpul evenimentelor din Preludiul Fundației și, de asemenea, găsește rămășițele unui robot în Mycogen.
În Fundația și Pământul, căutătorii Pământului vizitează Aurora, plus alte străvechi așezări. Planeta nu mai este locuită de ființe umane, iar suprafața sa deșertificată este dominată de câini sălbatici.

## Statistici
- Stea
  - Clasa spectrală: G-4
  - Masă: 0,9 din masa stelei Sol
- Planetă (Tau Ceti I)
  - Înclinație: 16°
  - Perioadă de rotație: 0,93 din Zilele Galactice Standard
  - Perioadă de revoluție: 0,95 din Anii Galactici Standard
  - Sateliți: Tithonus, Tithonus II